# Harini Amarasuriya
La doctora Harini Amarasuriya (Sri Lanka, 1970) és una acadèmica, activista i política singalesa que exerceix com a primera ministra de Sri Lanka des de setembre de 2024. És la tercera dona que ocupa aquest càrrec. Membre de l'aliança Jathika Jana Balawegaya, també ocupa les carteres de Ministra de Justícia, Administració Pública, Diputacions, Govern Local i Treball; Ministra d'Educació, Ciència i Tecnologia; Ministra de Comerç, Comerç, Seguretat Alimentària, Desenvolupament Cooperatiu, Indústries i Desenvolupament Emprenedor; ministra de Dona, Infància i Joventut i Esports i ministra de Salut des del 2024. Amarasuriya és membre del Parlament de Sri Lanka des del 2020. Anteriorment va ser professora titular del Departament d'Estudis Socials de la Universitat Oberta de Sri Lanka.
Ideològicament forma part de la facció de centreesquerra del seu partit i es considera d'ideologia liberal. Amarasuriya és coneguda per la seva investigació sobre l'atur juvenil, el feminisme, la desigualtat de gènere, la protecció infantil i les ineficiències en el sistema educatiu de Sri Lanka. És membre del Consell d'Administració de l'organització no governamental de Sri Lanka Nest.

## Trajectòria
Amarasuriya té un B.A. en Sociologia per l'Hindu College, Universitat de Delhi, un màster en Antropologia Aplicada i Desenvolupament per la Universitat Macquarie i un doctorat en Antropologia Social per la Universitat d'Edimburg. També ha publicat llibres i realitzat investigacions sobre joventut, política, dissidència, activisme, gènere, desenvolupament, relacions estat-societat, protecció infantil, globalització i desenvolupament. Després de servir com a professional de protecció infantil i psicosocial durant diversos anys, es va incorporar a la Universitat Oberta de Sri Lanka com a professora sènior en el camp de la sociologia.
També és activista, convertint-se en membre de la Federació d'Associació de Professors Universitaris i unint-se a les protestes demanant l'educació gratuïta. Ha defensat la igualtat de gènere, els drets LGBTQ+ i forma part del Caucus Parlamentari per al Benestar Animal.

### Política
Amarasuriya es va unir a l'Organització Nacional d'Intel·lectuals el 2019 i va fer campanya a favor de la candidatura de Anura Kumara Dissanayake durant les eleccions presidencials de Sri Lanka del 2019. El 12 d'agost de 2020, va ser nominada i nomenada pel JJB com a candidata de la llista nacional per entrar al 16è Parlament de Sri Lanka després de les eleccions parlamentàries de Sri Lanka de 2020.
Es va plantejar confusió i preocupació sobre si podia continuar el seu servei com a professora acadèmica sènior a la Universitat Oberta després de ser nominada com a candidata a la llista nacional. Tanmateix, en una entrevista a EconomyNext, va revelar oficialment que havia renunciat al càrrec de professora sènior de la Universitat Oberta per continuar la seva carrera política i política parlamentària com a diputada.

### Primera Ministra
El 24 de setembre de 2024, Amarasuriya va jurar com a setzena primera ministre de Sri Lanka davant el president Anura Kumara Dissanayake. És la primera primera ministra del seu partit, i la tercera dona que ocupa el paper després de Sirimavo Bandaranaike i de Chandrika Kumaratunga. A part de la primera ministra, va ser nomenada ministra concurrent de justícia, salut, dones i comerç i indústries.